# Coroniniji
Coroniniji (koroníni), so italijanska plemiška rodbina, po izvoru iz Bergama v Lombardiji, ki se prvič omenja v 12. stoletju.
Ob koncu 15. stoletja so se Coronini naselili v Furlaniji in Gorici. Johannes Coroninus je imel tri sinove, začetnike treh družinskih vej: Ciprijan (1540-1610) kromberške, Orfej (? -1593) tolminske in Marsilij (? - 1594) šempeterske. Leta 1687 so postali grofi svetega rimskega cesarstva, še pred tem pa goriški (1604), koroški (1634), nato štajerski (1697) in kranjski (1705) deželni gospodje. Polagoma je njihova zemljiška posest naraščala, ne le na Goriškem in Furlaniji pač pa tudi v drugih slovenskih in sosednjih deželah. Coronini so dosegli vplivna mesta v javnem in političnem življenju: Janez Krstnik (1794 - 1880) in njegov sin Franc Coronini iz šempeterske ter Alfred Coronini iz kromberške, ter na kulturnem področju: Rudolf in Karl Coronini prav tako iz kromberške veje.